# Raiamas moorii
Raiamas moorii är en fiskart som först beskrevs av Boulenger, 1900.  Raiamas moorii ingår i släktet Raiamas och familjen karpfiskar. IUCN kategoriserar arten globalt som livskraftig. Inga underarter finns listade i Catalogue of Life.